# Šintoizem
Šintoizem (神道 šinto oz. kami no michi, japonsko pot bogov) je tradicionalna japonska religija. Vključuje ritualno versko prakso, ki naj bi povezovala sodobno Japonsko z njeno starodavno preteklostjo. Verski učenjaki so jo uvrščali med vzhodnoazijske religije, njeni izvajalci pa jo pogosto obravnavajo kot avtohtono japonsko vero in religijo narave. Strokovnjaki včasih njene praktike imenujejo šintoisti, čeprav privrženci sami redko uporabljajo ta izraz. Šinto nima centralne avtoritete za nadzor in med praktiki obstaja velika raznolikost.
Šintoizem nima ustanovitelja, prav tako ne osrednjega verskega besedila, kakršno je Sveto pismo v krščanstvu. Propaganda in pridiganje nista običajna, saj je šintoizem globoko zakoreninjen v japonskem narodu in tradiciji. Šintoistična verska literatura je zapisana šele po prihodu budizma na Japonsko. Najpomembnejši zapisi so kronike Kodžiki, Nihon Šoki in Šoku Nihongi z začetka 8. stoletja, predstavljajo odgovor na kulturne vplive / izzive Kitajske. Kronike prve opisujejo šintoistične običaje, predvsem starejša ustna izročila, a jih ne uvrščajo pod enotno religijo, temveč jih obravnavajo kot zbirko domorodnih verovanj in mitologij.
Šintoistični bogovi se imenujejo kami. So sveti duhovi, ki prevzemajo oblike stvari in pojmov, pomembnih za življenje, kot so veter, dež, gore, drevesa, reke in plodnost. Ljudje po smrti postanejo kamiji, njihove družine pa jih globoko spoštujejo kot predniške kamije. Kamiji posebnih ljudi so celo spravljeni v nekaterih svetiščih. Boginja Sonca Amaterasu velja za najpomembnejši šintoistični kami.
V nasprotju z veliko politeističnimi verami v šintoizmu ni brezpogojnosti. Ni brezpogojne pravice in krivice, nihče ni popoln. Šintoizem je optimistična vera, saj prevladuje mišljenje, da so ljudje načeloma dobri, zlo pa povzročajo hudobni duhovi. Posledično je namen večine šintoističnih obredov odganjanje hudobnih duhov z očiščevanjem, molitvami in žrtvovanjem duhovom kami.
Šintoistična svetišča so kraji, namenjeni čaščenju in bivanju kamijev. V večini svetišč redno prirejajo festivale (macuri).
Šintoistični svečeniki izvajajo šintoistične obrede in pogosto živijo na območju svetišča. Svečeniki lahko postanejo moški in ženske, lahko se poročijo in imajo otroke. Med obredom svečeniku pomagajo mlade dame (miko) in opravljajo tudi druge naloge v svetišču. Miko nosijo beli kimono, morajo biti neporočene in pogosto so svečenikove hčere. 
Pomembne značilnosti šintoistične umetnosti so svetiščna arhitektura in ohranjanje ter varovanje starodavnih umetnosti, kot so tradicionalno gledališče no, lepopisi in dvorna glasba (gagaku).

## Zgodovina
Šintoizem ima starodavne korenine na Japonskem otočju. Arheološki ostanki kažejo na verovanje, ki je bistveno starejše od prvih zapisov iz 8. stoletja. Iz obdobja kulture Džomon (14.000-300 pr. n. št.) imamo le malo virov, ostale so le kamnite strukture, zgodnji primeri vrat tori, najdeni in preučevani so tudi mnogi grobovi, pokopališča in mnogi drugi s šintoizmom povezani kraji. V klanski ureditvi, kakršna je bila najprej prisotna tudi na Japonskem, se lokalna verovanja naravno razvijajo. Duhovne ideje se širijo med sosednjimi klani, vzpostavi se odnos do prednikov, ki so ustvarili in jim zapustili svet. S pogosto trgovino in migracijami sta se pod vplivom novih verovanj obseg in kompleksnost človeške duhovnosti večala. Verovanje je temeljilo na čaščenju naravnih sil (mono) in naravnih elementov, od katerih so te odvisne. 
V obdobju kulture Jajoj (300 pr. n. št.-300 n. št.) so se pojavila ogledala, meči in dragulji, trgovski izdelki iz celinske Azije. V šintoizmu jih povezujejo s cesarskim božanskim ustoličenjem. Še vedno je bila najpogostejša klanska ureditev, največjo moč je imel vodja, ki je bil poglavar in vrhovni svečenik. Navadno je osvajalec asimiliral poraženca v svoja prepričanja in kamije. Kamije častijo v domačih svetiščih kamidana, družinskih svetiščih in javnih svetiščih džindža. Slednje sestavljajo duhovniki, znani kot kannuši, ki nadzorujejo ponudbo hrane in pijače določenim kamijem, zapisanim na določeni lokaciji. V tem obdobju se pojavijo formalne šintoistične prakse, na primer niname, zgodnja različica današnjega festivala žetve s priprošnjo k dobri žetvi, navadno z dajatvijo riža ali osebnih predmetov. Drugi pogosti rituali so ples kagura, obrede prehoda in sezonski festivali. Javna svetišča omogočajo oblike vedeževanja in privržencem te vere oskrbujejo verske predmete, kot so amuleti.
V obdobju Kofun (od leta 300- leta 538) se v versko prakso uvedejo zvonovi in bobni ter pogrebne gomile. Pride do ustanovitve cesarske družine in fevdalnega sistema. Kulturi Jamato in Izumo imata vsaka svoje veliko osrednje svetišče, obe še danes stojita (Veliko svetišče Ise in Izumo taiša). Tesna zavezništva na azijski celini so močno vplivala na politično in družbeno dogajanje na Japonskem. Največje spremembe so v načinu pokopa, vojskovanju, uvozili so kitajske pismenke za zapis imen in dogodkov v trgovske in politične zapiske. Leta 513 so na dvor priklicali konfucijanskega šolnika, leta 552 ali 538 je dobil vodja ljudstva Jamato lastno budistično ikono, kar je spremenilo tok japonske verske zgodovine. Uvedbi budizma v 6. stoletju je sledilo nekaj začetnih nasprotovanj, vendar sta lahko obe veri hitro harmonično soobstajali in se celo dopolnjevali. 
V obdobjih Asuka in Nara (538-794) je budizem tudi s podporo cesarjev in pomembnežev z dvora postajal pomembna duhovna, verska in politična sila. Cesar Tenmu je leta 685 ukazal namestitev budistične skrinjice v vsako hišo. Duhovno je še vedno pomenil posredovanje kitajskih kulturnih idej na Japonsko. Leta 692 je na Japonskem delovalo 545 svetišč in templjev. 
Kodeks Taiho iz leta 701 naj bi zajezil zunanje vplive in stabiliziral japonsko družbo preko cesarske moči. Zaobjemal je regulacije na področju vere (registracija vseh templjev, svečenikov, duhovnikov in nun), vladne strukture, zemlje, kazenskega in civilnega prava. Kroniki Kodžiki in Nihon Šoki z začetka 8. stoletja sta zborni deli obstoječih mitov in legend. Napisani sta bili z namenom vpeljave taoističnih, konfucijanskih in budističnih tem v japonsko verovanje, pa tudi legitimiranja cesarske hiše. V kroniki Kodžiki je navedeno, da so člani japonske cesarske družine potomci sončnega božanstva Amaterasu. 
Budizem se strukturno vpelje v japonsko družbo v času vladavine cesarja Šomuja (724-749). Cesar položi načrte za Velikega sončnega Buda po podobi Vairokana. Veliko budistov je videlo kamije kot varuhe budistične manifestacije in tudi kot varuhe oziroma učence Bud in bodhisatev. Dvorni misleci so pojasnjevali razlike med domorodno in budistično tradicijo. Kamiji naj bi bili nadnaravna bitja, še vedno ujeta v krogu rojstev in smrti (reinkarnacije), ob čemer bi varovali budizem in omogočali učenje sočutja. Kukai (774-835) je izzval to interpretacijo. Kamije je videl kot utelešenja Bud samih (teorija hondži suidžaku) ali pa celo Bude sami. Verska sinkretizacija je naredila čaščenje kamija in budizem funkcionalno neločljiva, proces, imenovan šinbucu šugo (shinbutsu-shūgō) in je veljal do konca obdobja Edo, saj v srednjeveški in zgodnji moderni dobi ni bilo teološkega pristopa k šintoizmu. Motori Norinagi (1730-1801) je želel takrat veljavno verovanje prečistiti v prvotni pravi šintoizem, a se je izkazalo, da so že mitologije iz prvih pisnih virov, kot je Nihon Šoki, polni izposojenih načel iz taoizma. Poskus je pripomogel h kasnejši ločitvi šintoizma od budizma.
V obdobju Meidži (1868 do 1912) je japonsko nacionalistično vodstvo izločilo budistični vpliv iz čaščenja kamija in oblikovalo državni šintoizem, ki ga nekateri zgodovinarji obravnavajo kot izvor šintoizma kot posebne vere. Na svetišča je naraščal vladni vpliv, državljane pa so spodbujali, naj cesarja častijo kot kamija. Z nastankom japonskega imperija v začetku 20. stoletja se je šintoizem izvažal na druga območja vzhodne Azije. Po porazu Japonske v drugi svetovni vojni je bil šintoizem uradno ločen od države.
Danes je verska slika Japonske kompleksna. Odkar šintoizem ni obvezen, se je število verujočih zmanjšalo, sodelovanje na festivalih in pri raznih verskih praksah pa je ostalo na sorazmerno visoki ravni.

### Danes
Šinto najdemo predvsem na Japonskem, kjer je okoli 100.000 javnih svetišč, praktikante pa najdemo tudi v tujini. Številčno je to največja japonska religija, drugi pa je budizem. Večina prebivalcev države se udeležuje tako šintoističnih kot budističnih dejavnosti, zlasti festivalov, ki odražajo skupno stališče v japonski kulturi, da ni nujno, da so verovanja in običaji različnih religij izključujoči. Vidiki šintoizma so bili vključeni v različna japonska nova verska gibanja.
Ljudje iščejo podporo v šintoizmu tako, da molijo pri domačem oltarju ali obiskujejo svetišča. V svetiščih je na razpolago cela zbirka talismanov za varnost v prometu, dobro zdravje, poklicni uspeh, dobro opravljene izpite in podobno.

## Definicija
Splošno sprejeta definicija šintoizma ne obstaja.  Vendar sta avtorja Joseph Cali in John Dougill izjavila, da če obstaja »ena sama, široka definicija šintoizma«, ki bi jo lahko predstavili, bi bila ta, da je »šinto vera v kami«, nadnaravne entitete v središču šintoizma.  Japonologinja Helen Hardacre je izjavila, da »šinto obsega doktrine, institucije, rituale in skupnostno življenje, ki temelji na čaščenju kamija«, medtem ko je verski učenjak Inoue Nobutaka opazil, da se izraz »pogosto uporablja« v »sklicevanju na čaščenje kamija in s tem povezane teologije, obredi in prakse«. Različni učenjaki so praktikante šintoizma imenovali šintoisti, čeprav ta izraz nima neposrednega prevoda v japonski jezik.
Strokovnjaki so razpravljali, na kateri točki zgodovine je upravičeno začeti govoriti o šintoizmu kot posebnem pojavu. Religijski učenjak Ninian Smart je predlagal, da bi lahko »govorili o japonski veri kami, ki je živela v simbiozi z organiziranim budizmom in je bila šele pozneje institucionalizirana kot šinto«. Medtem ko so obstajale različne institucije in prakse, ki so zdaj povezane s šintoizmom na Japonskem do 8. stoletja so različni učenjaki trdili, da je bil šinto kot posebna religija v bistvu »izumljen« v 19. stoletju, v obdobju Meidži na Japonskem. Religijski učenjak Brian Bocking je poudaril, da je treba izrazu šinto »pristopiti previdno«, še posebej ko gre za obdobja pred dobo Meidži. Inoue Nobutaka je izjavil, da »šintoizma ni mogoče obravnavati kot enotnega verskega sistema, ki je obstajal od antičnega do modernega obdobja«, medtem ko je zgodovinar Kuroda Toshio opozoril, da »pred modernim časom šinto ni obstajal kot neodvisna religija«.

## Prepričanja

### Kami
Kami (japonsko: 神, [kaꜜmi]) so božanstva, duhovi, pojavi ali »svete moči«, ki jih častijo v šintoistični veri. Lahko so elementi pokrajine, sile narave ali bitja in lastnosti, ki jih ta bitja izražajo; lahko so tudi duhovi čaščenih pokojnikov. Številni kamiji veljajo za starodavne prednike celih klanov (nekateri predniki so po smrti postali kami, če so lahko v življenju utelešali vrednote in vrline kamija). Tradicionalno so veliki voditelji, kot je cesar, lahko bili ali postali kami.

### Kozmogonija
Izvor kamijev in same Japonske je opisan v dveh besedilih iz 8. stoletja, Kodžiki in Nihon Šoki, čeprav se poročila, ki jih ponujata, delno razlikujejo. Ta besedila, ki se močno opirajo na kitajski vpliv, naročile so ga vladajoče elite, da bi legitimizirale in utrdile svojo oblast. Čeprav nikoli niso imela velikega pomena za japonsko versko življenje, je vlada v začetku 20. stoletja razglasila, da so njihova poročila resnična.
Kodžiki pripoveduje, da se je vesolje začelo z ame-cučijem, ločitvijo lahkih in čistih elementov (ame, »nebesa«) od težkih elementov (cuči, »zemlja«). Nato so se pojavili trije kamiji: Amenominakanuši, Takamimusuhi no Mikoto in Kamimusuhi no Mikoto. Sledili so drugi kami, vključno z bratom in sestro, Izanagi in Izanami.  Kami sta Izanagi in Izanami naročila, naj ustvarita zemljo na zemlji. V ta namen so bratje in sestre s sulico z dragulji premešali slano morje, iz katerega je nastal otok Onogoro. Izanagi in Izanami sta se nato spustila na Zemljo, kjer je slednja rodila nadaljnje kamije. Eden od teh je bil ognjeni kami, katerega rojstvo je ubil Izanami. Izanagi se je nato spustil v podzemlje (jomi), da bi dobil svojo sestro, vendar je tam videl njeno telo, kako gnije. Ker mu je bilo nerodno, da ga vidijo v takem stanju, ga je pregnala iz jomija, on pa je zaprl vhod z balvanom.
Izanagi se je okopal v morju, da bi se znebil onesnaženja, ki ga je povzročilo opazovanje Izanaminega gnitja. S tem dejanjem so se iz njegovega telesa pojavili nadaljnji kami: Amaterasu (sončni kami) se je rodil iz njegovega levega očesa, Cukujomi (lunin kami) iz njegovega desnega očesa in Susanoo (nevihtni kami) iz njegovega nosu. Susanoo se je obnašal uničujoče in Amaterasu se je, da bi mu ušla, skrila v jamo in zemljo potopila v temo. Drugemu kamiju jo je na koncu uspelo pregovoriti. Susanoo je bil nato izgnan na zemljo, kjer se je poročil in imel otroke. Glede na Kodžiki je Amaterasu nato poslala svojega vnuka Ninigija, da vlada Japonski in mu dala ukrivljene kroglice, ogledalo in meč: simbole japonske cesarske oblasti. Amaterasu ostaja verjetno najbolj čaščen kami na Japonskem.

### Kozmologija in posmrtno življenje
V šintoizmu je ustvarjalni princip, ki prežema vse življenje, znan kot musubi in je povezan z lastnim kamijem. Znotraj tradicionalne japonske misli ni koncepta vsesplošne dvojnosti med dobrim in zlim. Koncept aki zajema smolo, žalost in nesrečo, čeprav se ne ujema povsem z zahodnim konceptom zla. V šintoizmu ni eshatologije. Besedila, kot sta Kodžiki in Nihon Šoki, prikazujejo več področij v šintoistični kozmologiji. Ti predstavljajo vesolje, razdeljeno na tri dele: ravnina visokih nebes (Takama-no-hara), kjer živijo kami; fenomenalni ali manifestirani svet (Ucuši-jo), kjer prebivajo ljudje in spodnji svet (Jomocu-kuni), kjer prebivajo nečisti duhovi. Kljub temu mitološka besedila ne vlečejo trdnih razmejitev med temi področji.
Šintoizem vključuje verovanje v človeškega duha ali dušo, imenovano mitama ali tamaši, ki vsebuje štiri vidike. Čeprav so bile domorodne ideje o posmrtnem življenju verjetno dobro razvite pred prihodom budizma, sodobni Japonci pogosto sprejmejo budistične koncepte o posmrtnem življenju. Sodobni šintoizem daje večji poudarek temu življenju kot kateremu koli posmrtnemu življenju. Mitološke zgodbe, kot je Kodžiki, opisujejo jomi ali jomi-no-kuni kot kraljestvo mrtvih, čeprav to v sodobnem šintoizmu ne igra nobene vloge. Sodobne šintoistične predstave o posmrtnem življenju se večinoma vrtijo okoli ideje, da duh preživi telesno smrt in še naprej pomaga živim. Po 33 letih postane del družine kami. Včasih se domneva, da ti duhovi prednikov prebivajo v gorah, od koder se spustijo, da bi sodelovali na kmečkih dogodkih. Šintoistična verovanja o posmrtnem življenju vključujejo tudi obake, nemirne duhove, ki so umrli v slabih okoliščinah in se pogosto maščujejo.

### Čistost in nečistost
Ključna tema v šintoizmu je izogibanje kegare ( (穢れ・汚れ, nečistost, umazanost)) , hkrati pa zagotavljanje harae (祓 or 祓い čistoča). V japonski miselnosti ljudje veljajo za v osnovi čiste. Kegare se torej obravnava kot začasno stanje, ki ga je mogoče popraviti z doseganjem harae. Obredi očiščevanja se izvajajo tako, da posamezniku povrnejo »duhovno« zdravje in ga naredijo koristnega za družbo.
Ta pojem čistosti je prisoten v mnogih vidikih japonske kulture, kot je poudarek, ki ga namenja kopanju. Očiščenje se na primer šteje za pomembno pri pripravah na sezono sajenja, medtem ko so izvajalci noh gledališča podvrženi očiščevalnemu obredu, preden izvedejo svoje predstave. Med stvari, ki se v šintoizmu štejejo za posebne onesnaževalce, so smrt, bolezen, čarovništvo, odiranje žive živali, incest, bestialnost, iztrebki in kri, povezana z menstruacijo ali porodom. Da bi se izognili kegare, se lahko duhovniki in drugi praktiki vzdržijo in se izogibajo različnim dejavnostim pred praznikom ali obredom. Različne besede, imenovane imi-kotoba, prav tako veljajo za tabu in ljudje se jih izogibajo, ko so v svetišču; to vključuje ši (smrt), bjō (bolezen) in šiši (meso).
Očiščevalni obred, znan kot misogi, vključuje uporabo sladke vode, slane vode ali soli za odstranitev kegare. Popolna potopitev v morje pogosto velja za najstarejšo in najučinkovitejšo obliko čiščenja. To dejanje je povezano z mitološko zgodbo, v kateri se je Izanagi potopil v morje, da bi se očistil, potem ko je odkril svojo pokojno ženo; iz tega dejanja so iz njegovega telesa izšli drugi kami. Alternativa je potopitev pod slap. Sol se pogosto obravnava kot čistilna snov; nekateri šintoisti se bodo na primer po pogrebu posuli s soljo, medtem ko lahko tisti, ki vodijo restavracije, vsak dan pred začetkom posla postavijo majhen kup soli zunaj. Tudi ogenj se dojema kot vir očiščenja. Jaku-barai je oblika harae, namenjena preprečevanju nesreče, medtem ko se oharae ali »slovesnost velikega očiščenja« pogosto uporablja za obrede očiščenje ob koncu leta in se izvaja dvakrat letno v številnih svetiščih. Pred obdobjem Meidži je obrede čiščenja na splošno izvajal onmjōdži (陰陽師, dobesedno: mojster jin-janga), vrsta vedeževalca, katerega prakse so izhajale iz kitajske filozofije jin in jang.

### Kannagara, morala in etika
V šintoizmu kannagara (»pot kamija«) opisuje zakon naravnega reda, pri čemer je va (»dobra harmonija«) neločljivo povezana z vsemi stvarmi. Motenje va velja za slabo, prispevanje k temu pa za dobro; kot tako je podrejenost posameznika večji družbeni enoti že dolgo značilnost religije. Šintoizem vključuje moralne zgodbe in mite, ne pa krovne, kodificirane etične doktrine; Offner je opozoril, da šintoizem ne določa »enotnega, sistematiziranega kodeksa vedenja«. Njegovi pogledi na kannagaro vplivajo na nekatere etične poglede, osredotočene na iskrenost (makoto) in poštenost (tadaši). Makoto velja za glavno vrlino v japonski veri širše. Šintoizem včasih vključuje sklicevanje na štiri vrline, znane kot akaki kijoki kokoro ali sei-mei-šin, kar pomeni »čistost in vedrost srca«, ki so povezane s stanjem harae. Offner je verjel, da so v šintoizmu ideje o dobroti povezane s »tistim, kar ima ali je povezano z lepoto, bistrostjo, odličnostjo, srečo, plemenitostjo, čistostjo, primernostjo, harmonijo, skladnostjo [in] produktivnostjo«. Šodžiki je velja za vrlino, ki zajema poštenost, iskrenost, resničnost in odkritost. Prožnost šintoizma glede morale in etike je bila vir pogostih kritik, zlasti s strani tistih, ki so trdili, da lahko religija hitro postane pajdaš za tiste, ki jo želijo uporabiti za legitimizacijo svoje avtoritete in moči.
Skozi japonsko zgodovino je bil pojem saisei-itči ali združitev verske avtoritete in politične avtoritete že dolgo pomemben. Cali in Dougill sta opozorila, da je bil šintoizem dolgo povezan z »otoškim in zaščitniškim pogledom« na japonsko družbo. Dodali so, da se v sodobnem svetu šintoizem nagiba k konzervativizmu in nacionalizmu. V poznih 1990-ih je Bocking opazil, da se »očitno regresivni nacionalizem še vedno zdi naravni zaveznik nekaterih osrednjih elementov« šintoizma. Zaradi teh asociacij različne skupine za državljanske svoboščine na Japonskem in številne japonske sosede še vedno gledajo sumljivo na šinto.
Šintoistični duhovniki se lahko soočajo z različnimi etičnimi zagatami. V 1980-ih so na primer duhovniki v svetišču Suva v Nagasakiju razpravljali o tem ali naj povabijo posadko ladje ameriške mornarice, ki je bila zasidrana v pristaniškem mestu, na svoja festivalska praznovanja glede na občutljivost okoli ameriške uporabe atomske bombe na mesto leta 1945. V drugih primerih so duhovniki nasprotovali gradbenim projektom na zemljiščih, ki so v lasti svetišč in jih včasih postavili v nasprotje z drugimi interesnimi skupinami. V Kaminosekiju v zgodnjih 2000-ih je duhovnik nasprotoval prodaji svetišča za gradnjo jedrske elektrarne; na koncu je bil zaradi tega pritiska nanj prisiljen odstopiti. Drugo vprašanje, ki je povzročilo veliko razprav, so bile dejavnosti svetišča Jasukuni v Tokiu. Svetišče je posvečeno japonskim mrtvim v vojni, leta 1979 pa je v njem 14 moških, vključno s Hidekijem Tojojem, ki so bili leta 1946 razglašeni za obtožence razreda A na sojenjih za vojne zločine v Tokiu. To je povzročilo domačo in mednarodno obsodbo, zlasti s Kitajske in Koreje.
V 21. stoletju se šintoizem vedno bolj prikazuje kot duhovnost, osredotočena na naravo, z okoljevarstvenimi referencami. Šintoistična svetišča vse bolj poudarjajo ohranitev gozdov, ki obkrožajo mnoga od njih, več svetišč pa je sodelovalo z lokalnimi okoljevarstvenimi kampanjami. Leta 2014 je v Velikem svetišču Ise potekala mednarodna medverska konferenca o okoljski trajnosti, ki so se je udeležili predstavniki Združenih narodov in okoli 700 šintoističnih duhovnikov. Kritični komentatorji so označili predstavitev šintoizma kot okoljevarstvenega gibanja kot retorično zvijačo in ne kot skupno prizadevanje šintoističnih institucij, da postanejo okoljsko trajnostne. Učenjak Aike P. Rots je predlagal, da je ponovno pozicioniranje šintoizma kot »naravne vere« morda postalo priljubljeno kot sredstvo za ločitev vere od kontroverznih vprašanj, »povezanih s spominom na vojno in imperialnim pokroviteljstvom«.

## Praksa
Šintoizem se bolj osredotoča na obredno vedenje kot na doktrino. Filozofa James W. Boyd in Ron G. Williams sta izjavila, da je to »najprej in predvsem obredna tradicija«,  medtem ko je Picken opazil, da »šintoizma ne zanima veroizpoved, ampak načrt, ne stvari, v katere bi morali verjeti, ampak v stvareh, ki bi jih bilo treba storiti«. Religijski učenjak Clark B. Offner je izjavil, da je bil šintoistični poudarek na »ohranjanju skupnih, obrednih tradicij z namenom človekove (skupnostne) blaginje«. Pogosto je težko ločiti šintoistične prakse od širše japonskih običajev, pri čemer Picken opaža, da je »svetovni nazor šintoizma« zagotovil »glavni vir samorazumevanja znotraj japonskega načina življenja«. Nelson je izjavil, da so »šintoistične usmeritve in vrednote […] v jedru japonske kulture, družbe in značaja«.

### Svetišča
Javni prostori, v katerih se častijo kami, so pogosto znani pod generičnim izrazom džindža (»kami-mesto«); ta izraz se nanaša na lokacijo in ne na določeno stavbo. Džindža se običajno prevaja kot »svetišče«, čeprav je bil v starejši literaturi včasih preveden kot »tempelj«, izraz, ki je zdaj pogosteje rezerviran za japonske budistične strukture. Na Japonskem je okoli 100.000 javnih svetišč; približno 80.000 jih je povezanih z Združenjem šintoističnih svetišč, nadaljnjih 20.000 pa jih je nepovezanih. Najdemo jih po vsej državi, od izoliranih podeželskih območij do gosto naseljenih metropolitanskih območij. Za nekatera svetišča se včasih uporabljajo bolj specifični izrazi, odvisno od njihove funkcije; nekatera velika svetišča z imperialnimi združenji se imenujejo džingū, tista, posvečena mrtvim v vojni, se imenujejo šokonša, tista, povezana z gorami, za katere velja, da jih naseljujejo kami, pa so jama-mija.
Džindža je običajno sestavljena iz kompleksov več stavb, pri čemer so se arhitekturni slogi svetišč v veliki meri razvili v obdobju Heian. Notranje svetišče, v katerem živi kami, je honden. Znotraj hondena je lahko shranjen material, ki pripada kamiju; znan kot šinpo, to lahko vključuje umetnine, oblačila, orožje, glasbila, zvonove in ogledala. Običajno častilci opravljajo svoja dejanja zunaj hondena. V bližini hondena je včasih mogoče najti pomožno svetišče, bekū, drugemu kamiju; kami, ki naseljuje to svetišče, ni nujno zaznan kot nižji od tistega v hondenu. Ponekod so bile postavljene bogoslužne dvorane, imenovane haiden Na nižji ravni je dvorana daritev, znana kot heiden. Stavba, v kateri so honden, haiden in heiden, se skupaj imenuje hongū. V nekaterih svetiščih obstaja ločena stavba za izvajanje dodatnih obredov, kot so poroke, znane kot gišikiden ali posebna stavba, v kateri se izvaja ples kagura, znan kot kagura-den. Skupaj so osrednje stavbe svetišča znane kot šaden, medtem ko so njegova območja znana kot keidaiči ali šin'en. To območje je obdano z ograjo tamagaki z vstopom skozi vrata šinmona, ki se ponoči lahko zaprejo.
Vhodi v svetišče so označeni z dvema stebroma z enim ali dvema prečnima tramoma na vrhu, znani kot tori. Natančne podrobnosti teh torijev se razlikujejo in obstaja vsaj dvajset različnih slogov. V za razmejitev območja, kjer kami prebiva; prehod pod njimi se pogosto obravnava kot oblika čiščenja. V širšem smislu so toriji mednarodno priznani simboli Japonske. Njihova arhitekturna oblika je izrazito japonska, čeprav odločitev, da večino pobarvajo v cinober barvi, odraža kitajski vpliv iz obdobja Nara. Na vhodih v številna svetišča so postavljeni tudi  komainu, kipi levov ali psom podobnih živali, za katere se domneva, da prestrašijo zlonamerne duhove; običajno so v paru, eden z odprtimi usti, drugi z zaprtimi usti.
Svetišča so pogosto postavljena znotraj vrtov ali gozdnatih nasadov, imenovanih čindžu no mori (»gozd skrbniškega kamija«), ki se razlikujejo po velikosti od le nekaj dreves do precejšnjih površin. V teh območjih pogosto najdemo velike luči, znane kot tōrō. Svetišča imajo pogosto pisarno, znano kot šamušo, saikan, kjer duhovniki opravijo oblike abstinence in čiščenja pred izvajanjem obredov in druge stavbe, kot so prostori za duhovnike in skladišče. Različni kioski pogosto prodajajo amulete obiskovalcem. Od poznih 1940-ih so morala biti svetišča finančno samozadostna, zanašajoč se na darove vernikov in obiskovalcev. Ta sredstva se uporabljajo za plačilo plač duhovnikov, za financiranje vzdrževanja stavb, za kritje članarine za svetišče različnih regionalnih in nacionalnih šintoističnih skupin ter za prispevanje v sklade za pomoč ob nesrečah.
V šintoizmu je pomembno, da so kraji, kjer se kami častijo, čisti in ne zanemarjeni. Vse do obdobja Edo je bilo običajno, da so kami svetišča porušili in ponovno zgradili na bližnji lokaciji, da bi odstranili vsa onesnaževala in zagotovili čistost. To se je nadaljevalo v zadnjem času na nekaterih mestih, kot je Veliko svetišče Ise, ki se vsaki dve desetletji premakne na sosednje mesto. Ločena svetišča se lahko tudi združijo v procesu, znanem kot džindža gapei, medtem ko se dejanje prenosa kamija iz ene stavbe v drugo imenuje sengu. Svetišča imajo lahko legende o svoji ustanovitvi, ki so znane kot en-gi. V njih so včasih zabeleženi tudi čudeži, povezani s svetiščem. Od obdobja Heian naprej so en-gi pogosto pripovedovali na zvitkih s slikami, znanih kot emakimono.

#### Duhovništvo inmiko
Za svetišča lahko skrbijo duhovniki, lokalne skupnosti ali družine, na katerih posesti je svetišče. Šintoistični duhovniki so v japonščini znani kot kanuši, kar pomeni »lastnik kamija« ali alternativno kot šinšoku ali šinkan. Mnogi kannuši prevzamejo vlogo v dednem nasledstvu, ki se izsledi po določenih družinah. V sodobni Japonski obstajata dve glavni univerzi za usposabljanje tistih, ki želijo postati kannuši, na univerzi Kokugakuin v Tokiu in na univerzi Kogakkan v prefekturi Mie. Duhovniki lahko tekom svoje kariere napredujejo po stopnjah. Število duhovnikov v posameznem svetišču je lahko različno; nekatera svetišča imajo lahko na desetine, druga pa nobenega, namesto tega jih upravljajo lokalni laični prostovoljci. Nekateri duhovniki upravljajo več majhnih svetišč, včasih več kot deset.
Duhovniški kostum v veliki meri temelji na oblačilih, ki so jih nosili na cesarskem dvoru v obdobju Heian. Vključuje visok, zaobljen klobuk, znan kot eboši in črne lakirane lesene cokle, znane kot asagucu. Vrhnje oblačilo, ki ga nosi duhovnik, običajno črno, rdeče ali svetlo modro, je hō ali ikan. Bela svilena različica ikana, ki se uporablja za uradne priložnosti, je znana kot saifuku. Druga duhovniška obleka je kariginu, ki je oblikovana po vzoru lovskih oblačil v slogu Heian. Del standardne duhovniške obleke je tudi pahljača hiōgi, medtem ko duhovniki med obredi nosijo ploščat kos lesa, znan kot šaku. Ta kostum je na splošno bolj okrašen kot mračna oblačila, ki jih nosijo japonski budistični menihi.
Glavni duhovnik v svetišču je gūdži. Večja svetišča imajo lahko tudi pomočnika glavnega duhovnika, gon-gūdži. Tako kot učitelje, inštruktorje in budistično duhovščino tudi šintoistične duhovnike laični praktikanti pogosto imenujejo sensei. Zgodovinsko gledano so bile tudi duhovnice, čeprav so bile leta 1868 večinoma izrinjene s svojih položajev. Med drugo svetovno vojno so ženske ponovno smele postati duhovnice, da bi zapolnile praznino, ki je nastala zaradi vpoklica velikega števila moških v vojsko. Do poznih 1990-ih je bilo okoli 90 % duhovnikov moških in 10 % žensk. Duhovniki se lahko svobodno poročajo in imajo otroke. V manjših svetiščih imajo duhovniki pogosto druge službe s polnim delovnim časom in služijo le kot duhovniki ob posebnih priložnostih. Pred nekaterimi velikimi prazniki lahko duhovniki opravijo obdobje abstinence od spolnih odnosov. Nekateri udeleženci festivalov se tik pred dogodki vzdržijo tudi vrste drugih stvari, kot je uživanje čaja, kave ali alkohola.
Duhovnikom pomaga džindža miko. Te so običajno neporočene, čeprav niso nujno device. V mnogih primerih so to hčere duhovnika ali praktikanta. V hierarhiji svetišča so podrejene duhovnikom. Njihova najpomembnejša vloga je v plesu kagura, znanem kot otome-mai. miko prejema le majhno plačo, vendar pridobi spoštovanje članov lokalne skupnosti in se nauči veščin, kot so kuhanje, kaligrafija, slikanje in bonton, ki jim lahko koristijo pri kasnejšem iskanju zaposlitve ali zakonskega partnerja. Na splošno ne živijo v svetiščih. Včasih opravljajo druge vloge, kot so tajnice v pisarnah v svetiščih ali uradniki na informacijskih mizah ali kot natakarice na naorai pojedinah. Prav tako pomagajo kannuši pri ceremonialnih obredih. 

#### Obiski svetišč
Obiski svetišča se imenujejo sankei ali džindža mairi. Nekateri posamezniki obiščejo svetišča vsak dan, pogosto na jutranji poti v službo; po navadi si vzamejo le nekaj minut. Običajno bo častilec pristopil k hondenu, položil denarno daritev v škatlo in nato pozvonil na zvonec, da bi pritegnil pozornost kamija. Nato se priklonijo, ploskajo in vstanejo, medtem ko tiho molijo. Ploskanje je znano kot kašivade ali hakušu molitve ali prošnje kot kigan. To individualno čaščenje je znano kot hairei. V širšem smislu se ritualne molitve kamiju imenujejo norito, medtem ko se ponujeni kovanci imenujejo saisen. V svetišču posamezniki, ki molijo, ne molijo nujno k določenemu kamiju. Častilec morda ne ve imena kamija, ki prebiva v svetišču, niti koliko kamijev naj bi tam prebivalo. Za razliko od nekaterih drugih religij šintoistična svetišča nimajo tedenskih obredov, ki bi se jih morali udeležiti praktiki.
Nekateri šintoisti ne molijo neposredno kamiju, ampak raje zahtevajo, da jih duhovnik opravi v njihovem imenu; te molitve so znane kot kitō. Mnogi posamezniki se obrnejo na kamija in ga prosijo za pragmatične zahteve. Zahteve za dež, znane kot amagoi (»klicanje dežja«), so našli po vsej Japonski, pri čemer je Inari priljubljena izbira za takšne zahteve. Druge molitve odražajo bolj sodobne skrbi. Na primer, ljudje lahko prosijo, naj duhovnik pristopi k kamiju, da bi očistil njihov avto, v upanju, da bo to preprečilo, da bi bil udeležen v nesreči. Podobno prevozna podjetja pogosto zahtevajo očiščevalne obrede za nove avtobuse ali letala, ki bodo kmalu začela obratovati. Preden je stavba zgrajena, je običajno, da posamezniki ali gradbena podjetja zaposlijo šintoističnega duhovnika, da pride na zemljišče, ki se gradi, in izvede džičinsai ali ritual posvečenja zemlje. To mesto očisti in kamije prosi, naj ga blagoslovijo.
Ljudje pogosto prosijo kamija, naj pomaga izravnati neugodne dogodke, ki bi jih lahko prizadeli. Na primer, v japonski kulturi velja, da je starost 33 let nesrečna za ženske in starost 42 let za moške, zato lahko ljudje prosijo kamija, da nadomesti morebitno nesrečo, povezano s to starostjo. Določene smeri se prav tako lahko obravnavajo kot neugodne za določene ljudi ob določenih časih, zato se lahko ljudje obrnejo na kami in jih prosijo, naj odpravijo to težavo, če morajo potovati v eno od teh nesrečnih smeri.
Romanje je že dolgo pomembno v japonski veri, z romanji v šintoistična svetišča, imenovana džunrei. Krog romanj, pri katerem posamezniki obiščejo vrsto svetišč in drugih svetih krajev, ki so del ustaljenega kroga, je znan kot džunpai. Posameznik, ki vodi te romarje, se včasih imenuje sentacu. Dolga stoletja so ljudje obiskovali svetišča predvsem iz kulturnih in rekreacijskih razlogov, ne pa iz duhovnih razlogov. Mnoga svetišča so priznana kot območja zgodovinskega pomena, nekatera pa so uvrščena na Unescov seznam svetovne dediščine. Svetišča, kot so Šimogamo džindža in Fušimi Inari taiša v Kjotu, Meidži džingū v Tokiu in Acuta džingū v Nagoji, so med najbolj priljubljenimi turističnimi kraji na Japonskem. Mnoga svetišča imajo edinstven gumijasti žig, ki ga obiskovalci lahko natisnejo v svoj sutanpu buku ali knjigo žigov, ki prikazuje različna svetišča, ki so jih obiskali.

### Haraeinhōbei
Šintoistični obredi se začnejo s procesom očiščevanja ali harae. Uporaba sladke ali slane vode je znana kot misogi. V svetiščih to vključuje škropljenje te vode po obrazu in rokah, postopek, znan kot temizu, z uporabo vodnjaka, znanega kot temizuja. Druga oblika čiščenja na začetku šintoističnega obreda vključuje mahanje z belim papirnatim trakom ali palico, znano kot haraiguši. Ko ni v uporabi, se haraiguši običajno hrani na stojalu. Duhovnik maha s haraigušijem vodoravno nad osebo ali predmetom, ki se čisti v gibanju, znanem kot sa-ju-sa (»levo-desno-levo«). Včasih se namesto s haraiguši čistijo z o-nuso, vejo zimzelene rastline, na katero so pritrjeni trakovi papirja. Mahanju s haraigušijem pogosto sledi dodatno dejanje čiščenja, šubacu, pri katerem duhovnik poškropi z vodo, soljo ali slanico tiste, ki so sestavljeni iz lesene škatle, imenovane en-to-oke ali magemono.
Ko so dejanja očiščenja opravljena, se kamiju izrečejo prošnje, znane kot norito. Temu sledi nastop miko, ki začne v počasnem krožnem gibanju pred glavnim oltarjem. Daritve so nato predstavljene kamiju tako, da jih položijo na mizo. To dejanje je znano kot hōbei; daritve same kot saimocu ali sonae-mono. V zgodovini so daritve kamiju vključevale hrano, oblačila, meče in konje. V sodobnem obdobju laični častilci kamijem običajno dajejo denarna darila, medtem ko jim duhovniki na splošno ponujajo hrano, pijačo in vejice svetega drevesa sakaki (Cleyera japonica). Živalske žrtve se ne štejejo za primerne daritve, saj se na prelivanje krvi gleda kot na onesnaženje, ki zahteva očiščenje. Predstavljene daritve so včasih preproste in včasih bolj dodelane; v Velikem svetišču Ise na primer, je kot daritev postavljenih 100 slogov hrane. Izbira daril bo pogosto prilagojena posebnemu kamiju in priložnosti.
Ponudbe hrane in pijače se posebej imenujejo šinsen. Sake ali riževo vino je zelo pogosta ponudba za kami. Po daritvi ljudje pogosto srkajo riževo vino, znano kot o-miki. Pitje vina o-miki se obravnava kot oblika občestva s kami. Ob pomembnih priložnostih se nato organizira pojedina, znana kot naorai, v banketni dvorani, ki je povezana s kompleksom svetišča.
Za kamije se verjame, da uživajo v glasbi. Eden od slogov glasbe, ki se izvaja v svetiščih, je gagaku. Uporabljena glasbila vključujejo tri trstike (fue, šo in hičiriki), jamato-koto in »tri bobne« (taiko, kako in šōko). Drugi glasbeni slogi, ki se izvajajo v svetiščih, imajo lahko bolj omejen fokus. V svetiščih, kot je svetišče Ōharano v Kjotu, se 8. aprila izvaja glasba azuma-asobi (»vzhodna zabava«). Tudi v Kjotu različni festivali uporabljajo slog glasbe in plesa dengaku, ki izhaja iz pesmi o sajenju riža. Med obredi se pričakuje, da ljudje, ki obiščejo svetišče, sedijo v slogu seiza, z nogami skrčenimi pod zadnjico. Da bi se izognili krčem, lahko posamezniki, ki dlje časa držijo ta položaj, občasno premikajo noge in upogibajo pete.

### Domača svetišča
Številni šintoisti imajo v svojem domu tudi družinsko svetišče ali kamidana (»kami polica«), ko so opazili, da se je njihova priljubljenost povečala v obdobju Meidži. Te so običajno sestavljene iz polic, nameščenih na dvignjenem mestu v dnevni sobi. Kamidano je mogoče najti tudi na delovnih mestih, restavracijah, trgovinah in čezoceanskih ladjah. Nekatera javna svetišča prodajajo celotno kamidano.
Poleg kamidane imajo mnoga japonska gospodinjstva tudi bucudan, budistične oltarje, ki prikazujejo prednike družine; spoštovanje prednikov ostaja pomemben vidik japonske verske tradicije. V redkih primerih, ko imajo japonski posamezniki šintoistični in ne budistični pogreb, se lahko na domu namesto bucudana postavi svetišče tama-ja, mitama-ja ali sorei-ša. To bo običajno postavljeno pod kamidano in bo vključevalo simbole živečega duha prednikov, na primer ogledalo ali zvitek.
Kamidana pogosto zajema kami bližnjega javnega svetišča kot tudi skrbniški kami, povezan s stanovalci hiše ali njihovim poklicem. Lahko so okrašeni z miniaturnimi tori in šimenava ter vključujejo amulete, pridobljene iz javnih svetišč. Pogosto vsebujejo stojalo, na katerega postavljajo daritve; tam so postavljene dnevne daritve riža, soli in vode, sake in drugi predmeti pa se ponujajo tudi ob posebnih dnevih. Ti domači obredi se pogosto izvajajo zgodaj zjutraj in pred njihovo izvedbo se praktikanti pogosto okopajo, splaknejo usta ali umijejo roke kot obliko čiščenja.
Gospodinjski šintoist lahko osredotoči pozornost na dōzoku-šin, kamije, za katere velja, da so predniki dōzokuja ali razširjene sorodstvene skupine. Majhno svetišče za prednike v gospodinjstvu je znano kot soreiša. Majhna vaška svetišča, ki vsebujejo kami skrbnike razširjene družine, so znana kot ivai-den. Poleg templjev in domačih svetišč ima šintoizem tudi majhna obcestna svetišča, znana kot hokora. Drugi odprti prostori, ki se uporabljajo za čaščenje kamija, so ivasaka, območje, obdano s svetimi skalami.

### Ema, vedeževanje in amulet
Skupna značilnost šintoističnih svetišč je zagotavljanje ema (絵馬, lit.  'slika-konj'), majhnih lesenih ploščic, na katere verniki napišejo željo ali hrepenenje, ki bi jo radi videli izpolnjeno. Na eni strani plošče je napisano sporočilo vernika, na drugi strani pa je običajno natisnjena slika ali vzorec, povezan s samim svetiščem. Eme so na japonskem na voljo tako v šintoističnih svetiščih kot v budističnih templjih;  za razliko od večine amuletov, ki jih odnesejo iz svetišča, se ema običajno pusti tam kot sporočilo za tamkajšnje kamije. Tisti, ki upravljajo svetišče, bodo potem ob novem letu pogosto zažgali vse zbrane emo.
Vedeževanje je središče številnih šintoističnih obredov  z različnimi oblikami vedeževanja, ki jih izvajalci uporabljajo, nekatere pa so pripeljale s Kitajske. Med starodavne oblike vedeževanja, ki jih najdemo na Japonskem, sta rokuboku in kiboku. V šintoizmu se izvaja tudi več oblik vedeževanja, ki vključujejo lokostrelstvo, znano kot jabusame, omato-šindži in mato-i. Kitagava je izjavil, da »ni dvoma, da so različne vrste šamanskih vedežev igrale vlogo v zgodnji japonski veri«. Oblika vedeževanja, ki je bila prej običajna na Japonskem, je bil bokusen ali uranai, ki je pogosto uporabljal želvji oklep; ponekod se še uporablja.
Oblika vedeževanja, ki je priljubljena v šintoističnih svetiščih, so omikudži. To so majhni lističi, ki jih dobijo iz svetišča (za donacijo) in ki jih nato preberejo, da razkrijejo napoved za prihodnost. Tisti, ki prejmejo slabo napoved, pogosto omikudži privežejo na bližnje drevo ali okvir, postavljen v ta namen. To dejanje se razume kot zavrnitev napovedi, proces, imenovan sute-mikudži in tako izogibanje nesreči, ki jo je napovedal.
Uporaba amuletov je na Japonskem široko priznana in priljubljena. Lahko so iz papirja, lesa, blaga, kovine ali plastike. Ofuda delujejo kot amuleti, ki preprečujejo nesrečo, služijo pa tudi kot talismani, ki prinašajo koristi in srečo. Običajno so sestavljeni iz zoženega kosa lesa, na katerega je napisano ali natisnjeno ime svetišča in njegovih svetišč. Ofuda se nato zavije v bel papir in poveže z barvno nitjo. Na voljo so v šintoističnih svetiščih in budističnih templjih. Druga vrsta amuletov, ki jih ponujajo v svetiščih in templjih, so omamori, ki so tradicionalno majhne, živobarvne vrečke z vrvico, na kateri je napisano ime svetišča. Oba se včasih dasta v vrečko z obeski, znano kot kinčaku, ki jo običajno nosijo majhni otroci.
Ob novem letu številna svetišča prodajajo hamaja (»puščice, ki uničujejo zlo«), ki jih lahko ljudje kupijo in hranijo v svojem domu v prihajajočem letu, da prinašajo srečo. Daruma je okrogla papirnata lutka indijskega meniha Bodhidharme. Obdarovanec si zaželi željo in si nariše eno oko; ko je cilj dosežen, prejemnik naslika še drugo oko. Čeprav je to budistična praksa, je darume mogoče najti tudi v svetiščih. Te lutke so zelo pogoste. Drugi zaščitni predmeti so dorei, ki so lončeni zvončki, ki se uporabljajo za molitev za srečo. Ti zvončki so običajno v obliki zodiakalnih živali. Inuhariko so papirnati psi, ki se uporabljajo za spodbujanje in blagoslavljanje dobrih porodov. Skupaj so ti talismani, s pomočjo katerih lahko upravljate dogodke in vplivate na duhove, ter povezane mantre in obredi za isti namen, znani kot madžinai. 

### Kagura
Kagura  (神楽(かぐら), "božja zabava") je vrsta šintoističnega obrednega plesa in opisuje glasbo in ples, ki se izvajata za kami; izraz morda prvotno izhaja iz kami no kura (»sedež kamija«). Skozi japonsko zgodovino je imel ples pomembno vlogo v kulturi in v šintoizmu velja, da lahko pomiri kami. Obstaja mitološka zgodba o tem, kako je nastal ples kagura. Glede na Kodžiki in Nihon Šoki je Ame-no-Uzume izvedel ples, da bi zvabil Amaterasu iz jame, v kateri se je skrila.
Obstajata dve veliki vrsti kagura. Ena je cesarska kagura, znana tudi kot mikagura. Ta slog je bil razvit na cesarskem dvoru in se še vedno izvaja na cesarskem dvoru vsak december. Izvajajo ga tudi na cesarskem festivalu žetve in v večjih svetiščih, kot so Ise, Kamo in Ivašimizu Hačiman-gū. Izvajajo ga pevci in glasbeniki z uporabo lesenih klap šakubjoši, japonske flavte hičirikija, piščali kagura-bue in šeststrunskih citer. Druga glavna vrsta je sato-kagura, ki izvira iz mikagure in se izvaja v svetiščih po Japonski. Odvisno od sloga jo izvaja miko ali pa igralci z maskami, ki upodabljajo različne mitološke like. Te igralce spremlja skupina hajaši s flavtami in bobni. Obstajajo tudi druge, regionalne vrste kagura.
Glasba igra zelo pomembno vlogo pri kaguri. Vse od nastavitve inštrumentov do najbolj subtilnih zvokov in aranžmaja glasbe je ključnega pomena za spodbujanje kamija, da se spusti in zapleše. Pesmi se uporabljajo kot čarobne naprave za priklic kamijev in kot molitve za blagoslov. Pogosti so ritmični vzorci pet in sedem, ki se verjetno nanašajo na šintoistično verovanje dvanajstih generacij nebeških in zemeljskih božanstev. Obstaja tudi vokalna spremljava, imenovana kami uta, pri kateri bobnar poje kamiju svete pesmi. Pogosto vokalno spremljavo zasenčijo bobni in inštrumenti, kar potrjuje, da je vokalni vidik glasbe bolj za zaklinjanje kot za estetiko.

### Festivali
Javni prazniki se običajno imenujejo macuri, čeprav ima ta izraz različne pomene - "praznik", "čaščenje", "praznovanje", "obred" ali "molitev" - in nima neposrednega prevoda. Picken je predlagal, da je bil festival »osrednje dejanje šintoističnega čaščenja«, ker je šintoizem »vera, ki temelji na skupnosti in družini«. Večina označuje letne čase kmetijskega leta in vključuje daritve, namenjene kamiju v zahvalo. V skladu s tradicionalnim lunarnim koledarjem bi morala šintoistična svetišča prirejati svoja festivalska praznovanja na hare-no-hi ali »jasne« dni, dneve mlaja, polne lune in polmeseca. Drugi dnevi, znani kot ke-no –hi, so se na splošno izogibali. Vendar pa so od poznega 20. stoletja mnoga svetišča prirejala svoja festivalska praznovanja na soboto ali nedeljo, ki je najbližje datumu, tako da bo manj posameznikov delalo in se jih bo lahko udeležilo. Vsako mesto ali vas ima svoj festival, osredotočen na lokalno svetišče. Na primer, festival Aoi Macuri, ki poteka 15. maja za molitev za obilno letino žita, poteka v svetiščih v Kjotu, medtem ko Čičibu Jo-Macuri poteka 2. in 3. decembra v Čičibuju.
Pomladni prazniki se imenujejo haru-macuri in pogosto vključujejo molitve za dobro žetev. Včasih vključujejo obrede ta-asobi, v katerih se obredno sadi riž. Poletni festivali se imenujejo nacu-macuri in so običajno osredotočeni na zaščito pridelkov pred škodljivci in drugimi nevarnostmi. Jesenski festivali so znani kot aki-macuri in se osredotočajo predvsem na zahvaljevanje kamiju za riž ali drugo letino. Niiname-sai ali festival novega riža poteka v številnih šintoističnih svetiščih 23. novembra. Cesar vodi slovesnost ob tem prazniku, na kateri ob polnoči kamijem podari prve sadeže žetve. Zimski festivali, imenovani fuju no macuri, pogosto predstavljajo dobrodošlico pomladi, izganjanje zla in priklic dobrih vplivov za prihodnost. Med zimskimi festivali in posebnimi novoletnimi festivali je majhna razlika.
Sezona novega leta se imenuje šogacu. Na zadnji dan v letu (31. decembra), omisoka, praktikanti običajno očistijo svoja gospodinjska svetišča v pripravah na novoletni dan (1. januar), gandžicu. Za praznovanje novega leta mnogi ljudje obiščejo javna svetišča; ta »prvi obisk« v letu je znan kot hacumōde ali hacumairi. Tam kupijo amulete in talismane, ki jim prinašajo srečo v prihajajočem letu. Za praznovanje tega praznika so mnogi Japonci na svoje domove in poslovne prostore pritrdili vrv, znano kot šimenava (標縄/注連縄/七五三縄, lit. oklepna vrv) . Nekateri so postavili tudi kadomacu (門松, »bor pred vrati«), aranžma iz borovih vej, slive in bambusovih palic. Razstavljeni so tudi kazari, ki so manjši in bolj pisani; njihov namen je odvrniti nesrečo in privabiti srečo. V mnogih krajih novoletna praznovanja vključujejo hadaka macuri (裸祭り "goli festivali"), na katerih moški, oblečeni le v fundoši (ふんどし/褌tradicionalno japonsko spodnje perilo), izvajajo določeno dejavnost, kot je boj za določen predmet ali potopitev v reko.
Skupna značilnost festivalov so procesije ali parade, znane kot gjōrecu. Te so lahko vreščeče, saj je veliko udeležencev pijanih; Breen in Teeuwen sta jih opisala kot »karnevalsko vzdušje«. Pogosto se razumejo kot regenerativni učinek tako na udeležence kot na skupnost. Med temi procesijami kami potujejo v prenosnih svetiščih, znanih kot mikoši. V različnih primerih so mikoši podvrženi hamaori (»spuščanju na plažo«), procesu, s katerim jih nosilci ali čoln prenesejo na morsko obalo in včasih v morje. Na primer, na festivalu Okunči, ki poteka v jugozahodnem mestu Nagasaki, kami svetišča Suva paradirajo do Ohata, kjer jih nekaj dni postavijo v tamkajšnje svetišče, preden jih odnesejo nazaj v Suva.  Tovrstna praznovanja pogosto organizirajo predvsem člani lokalne skupnosti in ne duhovniki sami. 

### Obredi prehoda
Formalno priznanje dogodkov ima v japonski kulturi velik pomen. Pogost obred, hacumijamairi, vključuje otrokov prvi obisk šintoističnega svetišča. Tradicija pravi, da naj bi fantka prinesli v svetišče dvaintrideseti dan po rojstvu, deklico pa triintrideseti dan. Zgodovinsko gledano otroka v svetišče običajno ni prinesla mati, ki je po rojstvu veljala za nečisto, ampak druga sorodnica; od poznega 20. stoletja je bilo pogosteje, da to počne mati. Drug obred prehoda, saiten-sai ali seidžin šiki, je obred odraščanja, ki označuje prehod v odraslost in se zgodi, ko je posameznik okoli dvajset let. Poročni obredi se pogosto izvajajo v šintoističnih svetiščih. Ti se imenujejo šinzen kekon (»poroka pred kami«) in so bili popularizirani v obdobju Meidži; pred tem so bile poroke običajno na domu.
Na Japonskem pogrebi običajno potekajo v budističnih templjih in vključujejo upepelitev,   šintoistični pogrebi pa so redki. Bocking je opozoril, da je večina Japoncev »še vedno 'rojena šintoistka', vendar 'umre budistka'«. V šintoistični misli je stik s smrtjo viden kot prenašanje nečistosti (kegare); obdobje, ki sledi temu stiku, je znano kot kibuku in je povezano z različnimi tabuji. V primerih, ko so mrtvi ljudje posvečeni kot kami, fizični ostanki mrtvih niso shranjeni v svetišču. Čeprav niso pogosti, obstajajo primeri pogrebov, ki so bili izvedeni po šintoističnih obredih. Najzgodnejši primeri so znani iz sredine 17. stoletja; ti so se zgodili na nekaterih območjih Japonske in so imeli podporo lokalnih oblasti. Po obnovi Meidži je leta 1868 vlada priznala izrecno šintoistične pogrebe šintoističnih duhovnikov. Pet let kasneje je bilo to razširjeno na celotno japonsko prebivalstvo. Kljub temu, da je Meidži spodbujal šintoistične pogrebe, je večina prebivalstva še naprej imela budistične pogrebne obrede. V zadnjih desetletjih so bili šintoistični pogrebi običajno rezervirani za šintoistične duhovnike in člane nekaterih šintoističnih sekt. Po upepeljevanju, običajnem pogrebnem postopku na Japonskem, se lahko pepel duhovnika pokoplje v bližini svetišča, ne pa v njegovem območju.
Spoštovanje prednikov ostaja pomemben del japonskih verskih običajev.  Klicanje mrtvih, še posebej mrtvih v vojni, je znano kot šо̄kon. Na to se sklicujejo različni obredi. Na primer, na večinoma budističnem festivalu Bon verjamejo, da duše prednikov obiščejo žive in jih nato pošljejo proč z obredom, imenovanim šо̄rо̄ nagaši, pri katerem se luči vstavijo v majhne čolne, pogosto narejene iz papirja, in postavljen v reko, da plava navzdol. 

### Duhovni mediji in zdravljenje
Šintoisti verjamejo, da lahko kami obsede človeško bitje in nato govori skozenj, proces, znan kot kami-gakari. Nekaj novih verskih gibanj, ki temeljijo na šintoizmu, kot sta Tenrikjo in Oomoto, so ustanovili posamezniki, ki so trdili, da jih vodi posedujoči kami.  Takusen je orakelj, ki se prenaša iz kamija preko medija.
Itako in ičiko sta slepi ženski, ki se usposabljata za duhovni medij, tradicionalno v japonski severni regiji Tohoku. Itako že od otroštva urijo pod vodstvom drugih itako, spominjajo se na sveta besedila in molitve, se postijo in se lotevajo hudega asketizma, s katerim naj bi gojili nadnaravne moči. Pri iniciacijskem obredu se verjame, da kami obsede mlado žensko, nato pa se obredno "poročila". Po tem kami postane njen skrbniški duh in odslej ga bo lahko klicala ter vrsto drugih duhov v prihodnosti. Skozi stik s temi duhovi je sposobna posredovati njihova sporočila živim. Itako običajno izvajajo svoje obrede neodvisno od sistema svetišč. Japonska kultura vključuje tudi duhovne zdravilce, znane kot ogamija-san, katerih delo vključuje klicanje kamijev in Bud

## Demografija
Večina Japoncev sodeluje v več verskih tradicijah, pri čemer Breen in Teeuwen ugotavljata, da »z nekaj izjemami« na Japonskem ni mogoče razlikovati med šintoisti in budisti. Glavna izjema so pripadniki manjšinskih verskih skupin, vključno s krščanstvom, ki promovirajo ekskluzivistične poglede na svet. Določanje deležev prebivalcev države, ki se ukvarjajo s šintoističnimi dejavnostmi, ovira dejstvo, da Japonci, če jih vprašajo, pogosto rečejo: »Ne verujem«. Mnogi Japonci se izogibajo izrazu »vera«, deloma zato, ker jim ni všeč konotacija besede šūkjō, ki se najbolj ujema v japonskem jeziku. Zadnji izraz izhaja iz šū ("sekta") in kjō ("doktrina").
Uradne statistike kažejo, da je šintoizem največja japonska religija, saj je več kot 80 odstotkov prebivalstva države opredeljeno kot udeleženo v šintoističnih dejavnostih. Nasprotno pa se v vprašalnikih le majhna manjšina Japoncev opisuje kot »šintoisti«. To kaže, da veliko večje število ljudi sodeluje v šintoističnih dejavnostih, kot pa navaja šintoizem kot svojo versko identiteto. Ni formalnih obredov, da postanete praktikant »ljudskega šintoizma«. Tako se »šintoistično članstvo« pogosto ocenjuje tako, da šteje samo tiste, ki se pridružijo organiziranim šintoističnim sektam. Šintoizem ima v državi približno 81.000 svetišč in približno 85.000 duhovnikov. Glede na raziskave, izvedene v letih 2006  in 2008, se manj kot 40 % japonskega prebivalstva identificira z organizirano religijo: okoli 35 % jih je budistov, 30 % do 40 % je članov šintoističnih ločin in iz njih izpeljanih religij. Leta 2008 je 26 % udeležencev poročalo, da pogosto obiskujejo šintoistična svetišča, medtem ko jih je le 16,2 % izrazilo prepričanje v obstoj kamija na splošno.

### Zunaj Japonske
Šintoizem najdemo predvsem na Japonskem, čeprav je bil v obdobju cesarstva uveden v različne japonske kolonije, danes pa ga izvajajo tudi pripadniki japonske diaspore. Džindže zunaj Japonske imenujejo kaigai džindža (čezmorska svetišča), izraz, ki ga je skoval Ogasavara Šōzō. Ta so bila ustanovljena tako na ozemljih, ki so jih osvojili Japonci, kot na območjih, kjer so se naselili japonski migranti. Ko je v š1940-ih propadel Japonski imperij, je bilo na osvojenih ozemljih Japonske več kot 600 javnih svetišč in več kot 1000 manjših svetišč. Mnoga od teh so bila nato razpuščeni. Šintoizem je pritegnil zanimanje zunaj Japonske delno zato, ker nima doktrinarnega fokusa večjih religij v drugih delih sveta. V ZDA so ga v veliki meri uvedli zainteresirani evropski Američani in ne japonski migranti. Japonski migranti so v Braziliji ustanovili več svetišč.